# Hanna Ljungberg
Hanna Carolina Ljungberg (Umeå, 1979. január 8. –) svéd labdarúgó csatár.

## Pályafutása
Hanna Ljungberg egyike volt a svéd női bajnokság (Damallsvenskan) néhány hivatásos játékosának. 2002-ben az Év svéd játékosának választották, ezzel elnyerte a Gyémántlabdát. Abban a szezonban ő szerezte a legtöbb gólt, szám szerint 39-et.
Hanna három góljával és négy gólpasszával a vezéregyénisége volt az Egyesült Államokban világbajnoki ezüstérmet szerzett válogatottnak és a FIFA az év 3. legjobb játékosának választotta meg 2003-ban.
Ljungberg az egyik csúcstartó a legtöbb válogatott gólt szerzők között a svéd női labdarúgó-válogatottban, 72 találattal.
2007. május 17-én az Umeå IK-ban kapusként játszott az AIK elleni Svéd Kupa mérkőzésen, mert Carola Söberg megsérült a 70. percben. Kapott gól nélkül fejezte be a találkozót.
Az olasz férfi labdarúgóklub, a Perugia felvette a kapcsolatot Hannával, hogy leszerződtesse a Serie A-ba, de a tárgyalás megszakadt.

## Sikerei

### A válogatottban
- Világbajnoki ezüstérmes (1): 2003